# Service de la dette
Le service de la dette est le nom donné à l'activité que met en œuvre un État pour rembourser sa dette chaque année. Par extension, le service de la dette désigne la somme que l'emprunteur doit payer chaque année pour honorer sa dette. Le service de la dette ne doit pas être confondu avec la charge de la dette, qui ne recouvre que le service des intérêts de la dette.

## Concept

### Comptabilité publique
Le montant qui fait l'objet de service de dette peut être divisé en deux parties : le principal, c'est-à-dire la somme empruntée originellement, ainsi que les intérêts, calculés en appliquant un taux d'intérêt sur le principal.
Le service de la dette est d'une importance cruciale dans la comptabilité publique. Elle fait par conséquent l'objet de suivis par des organisations nationales et internationales. L'Organisation des Nations unies publie ainsi une étude sur le service de la dette de certains de ses pays membres dès 1941.

### Difficulté ou défaut de paiement
Le service de la dette peut poser des problèmes de paiement dans le cas où l’État n'est pas solvable et ne dispose pas de capacité d'endettement. Le problème se pose de manière aiguë lorsque la dette est contractée dans une monnaie étrangère, car alors le pays dépend de sa réserve de change pour le service de la dette.
Le rééchelonnement de dette est une pratique permettant à des créanciers de revoir les conditions de service de la dette d'une manière temporaire ou définitive.

## États-Unis
En 2023, en raison de l'augmentation des taux d'intérêt, le coût du service de la dette publique américaine bondit de 25 % au cours des neuf premiers mois de l'exercice fiscal, atteignant 652 milliards de dollars et contribuant à un creusement majeur du déficit budgétaire.

## France
Sous Louis XIV, le service de la dette représente 90% des émissions de la dette publique française. La part du service de la dette dans les dépenses publiques françaises s'est réduit au fur et à mesure que le coût de la dette a baissé et que les activités de l’État se sont diversifiées. Le service de la dette pesait ainsi 5,1 % des dépenses publiques entre 1951 et 1959, contre 3 % entre 1959 et 1974, et 2,8 entre 1974 et 1979 (voir Histoire des dépenses publiques françaises).
Le poids du service de la dette a évolué avec les taux d'intérêt. Le passage à l'euro a réduit les spreads, c'est-à-dire fait chuter les taux d'intérêt, menant à une convergence entre les coûts d'endettement des pays d'Europe de l'Ouest, dont la France a bénéficié. Il s'agit là d'une des conséquences économiques de l'euro.
En 2006, le service de la dette de l'État représentait 127,2 milliards d’euros : 37,3 milliards de charges d’intérêt, et 89,9 milliards de remboursement d’emprunts. L'endettement a été financé par l’émission de 86,2 milliards d’euros de nouveaux emprunts, ainsi que par les recettes de l’État. L'année suivante, le service avait chuté à 118,0 milliards, avec des intérêts de 38,3 milliards, et des remboursements plus faibles de 79,7. Cela a été intégralement couvert par une émission de dette nouvelle (118,5 milliards d’euros). 
Le montant des intérêts versés restait relativement stable les années suivantes malgré l’augmentation des encours en raison de la baisse des taux d’intérêts (40,5 milliards en 2008, 39,0 milliards en 2009, 40,1 milliards en 2010), avec un niveau plus élevé des remboursements du principal (112,9 milliards en 2008, 125,7 en 2009 et 110,7 en 2010). Le service de la dette de l’État seul passait ainsi à 153,3 milliards en 2008, 164,7 en 2009 et 150,9 en 2010, avec des émissions d’emprunts plus élevées encore : 191,8 milliards en 2008, 259,8 en 2009 et 192,6 en 2010.
En 2010, le service de la dette de l’État seul par résident en France était ainsi d’environ 2 300 euros (600 d’intérêts et 1 700 de remboursement de principal), avec de nouveaux emprunts de l’ordre de 3 000 euros.
En 2014, la France, a remboursé 46,1 milliards d'euros en seuls intérêts sur le montant de sa dette.
La hausse des taux d’intérêts a pour conséquence une augmentation de la charge de la dette. Estimée à 46,3 milliards d’euros en 2022, cette dépense est appelée à croître selon le programme de stabilité (PSTAB) présenté le ministère des Finances jusqu’à atteindre 71,2 milliards en 2027. Avec 270 milliards d’euros, la France est le premier émetteur de dette de la zone euro en 2023. En octobre 2023, le ministère de l’Économie se voit contraint d’augmenter de 3,8 milliards d’euros les crédits alloués au financement de la charge de la dette. L’enveloppe dédiée atteint ainsi 54,7 milliards d’euros en 2023.